# Myrhorod
Myrhorod (cyrilicí Миргород; v ukrajinštině Myrhorod, v ruštině Mirgorod) je město na levobřežní Ukrajině, sídlo jednoho z rajónů Poltavské oblasti. Leží na řece Chorol asi na půli cesty mezi Kyjevem a Charkovem a vedle Poltavy je nejvýznamnější stanicí na trati mezi dvěma metropolemi. V roce 2022 zde žilo přes 37 000 obyvatel.
Město bylo založeno zřejmě již ve 13. století, avšak písemné zmínky jsou až z roku 1575. Po kozáckých bojích připadl roku 1654 Rusku. Poblíž města (ve vesnici Velyki Soročynci) se narodil ukrajinsko-ruský spisovatel Nikolaj Vasiljevič Gogol, který po něm pojmenoval svůj soubor próz Mirgorod. Dalším rodákem je ruský malíř Vladimir Borovikovskij. V Myrhorodu nějaký čas působil také Taras Ševčenko či Hryhorij Skovoroda. Kromě toho je Myrhorod známý pro své bahenní lázně.